# Sabine Egger
Sabine Egger (Globasnitz, 22 aprile 1977) è un'ex sciatrice alpina austriaca, vincitrice della Coppa del Mondo di slalom speciale nel 1999.

## Biografia

### Stagioni 1994-1998
Slalomista pura, Sabine Egger debuttò in campo internazionale in occasione dei Mondiali juniores di Lake Placid 1994 ed esordì in Coppa del Mondo il 27 novembre 1994 a Park City, senza concludere la prova. Il 21 gennaio 1996 ottenne il suo primo podio in Coppa Europa (3ª a Krompachy Plejsy) e il 2 marzo successivo vinse la medaglia di bronzo  ai Mondiali juniores di Hoch-Ybrig.
Nel 1997 debuttò ai Campionati mondiali nella rassegna iridata di Sestriere, senza completare la seconda manche, e il 7 marzo colse sul tracciato di Mammoth Mountain il primo podio in Coppa del Mondo della carriera, giungendo 2ª alle spalle della svedese Pernilla Wiberg per 25 centesimi di secondo. L'anno dopo venne convocata per i XVIII Giochi olimpici invernali di Nagano 1998, sua unica partecipazione olimpica, dove si piazzò al 5º posto.

### Stagioni 1999-2005
Nella stagione 1998-1999 conquistò la sua prima vittoria nel massimo circuito internazionale a Berchtesgaden, successo che, assieme ad altri ottimi piazzamenti, le consentì di aggiudicarsi la Coppa del Mondo di slalom speciale con 10 punti di margine sulla Wiberg. Sempre nel 1999 ottenne la sua unica vittoria (il 19 gennaio a Lachtal) e l'ultimo podio (2ª il 22 gennaio a Rogla) in Coppa Europa e prese parte ai Mondiali di Vail/Beaver Creek, nuovamente senza completare la prova.
Il 29 dicembre del 1999, sulle nevi di Lienz, salì per la seconda e ultima volta sul gradino più alto del podio in Coppa del Mondo; partecipò poi ai Mondiali di Sankt Anton am Arlberg 2001, classificandosi 4ª. La sciatrice austriaca conquistò l'ultimo piazzamento tra le prime tre in Coppa del Mondo il 23 novembre 2002 a Park City, giungendo 3ª dietro alla croata Janica Kostelić e alla francese Christel Pascal; nella stessa stagione ai Mondiali di Sankt Moritz, suo congedo iridato, chiuse al 9º posto. Disputò la sua ultima gara in Coppa del Mondo il 12 marzo 2005 a Lenzerheide (15ª) e concluse l'attività agonistica il 17 marzo 2005 a Nauders piazzandosi 32ª nello slalom gigante dei Campionati austriaci di quell'anno.

## Palmarès

### Mondiali juniores
- 1 medaglia:
  - 1 bronzo (slalom speciale a Hoch-Ybrig 1996)

### Coppa del Mondo
- Miglior piazzamento in classifica generale: 17ª nel 1999
- Vincitrice della Coppa del Mondo di slalom speciale nel 1999
- 8 podi (tutti in slalom speciale):
  - 2 vittorie
  - 2 secondi posti
  - 4 terzi posti

#### Coppa del Mondo - vittorie
| Data             | Località      | Paese    | Specialità |
| ---------------- | ------------- | -------- | ---------- |
| 8 gennaio 1999   | Berchtesgaden | Germania | SL         |
| 29 dicembre 1999 | Lienz         | Austria  | SL         |

Legenda:

SL = slalom speciale

### Coppa Europa
- Miglior piazzamento in classifica generale: 35ª nel 1999
- 4 podi (tutti in slalom speciale):
  - 1 vittoria
  - 1 secondo posto
  - 2 terzi posti

#### Coppa Europa - vittorie
| Data            | Località | Paese   | Specialità |
| --------------- | -------- | ------- | ---------- |
| 19 gennaio 1999 | Lachtal  | Austria | SL         |

Legenda:

SL = slalom speciale

### Nor-Am Cup
- Miglior piazzamento in classifica generale: 40ª nel 1999
- 1 podio:
  - 1 secondo posto

### Campionati austriaci
- 8 medaglie[1]:
  - 3 ori (slalom speciale nel 1996; slalom speciale nel 1997; slalom speciale nel 1999)
  - 4 argenti (slalom speciale nel 2000; slalom speciale nel 2001; slalom speciale nel 2004; slalom speciale nel 2005)
  - 1 bronzo (slalom speciale nel 2002)

### Campionati austriaci juniores
- 5 medaglie[1]:
  - 1 oro (slalom speciale nel 1996)
  - 2 argenti (slalom speciale nel 1993; slalom gigante nel 1996)
  - 2 bronzi (combinata nel 1993; combinata nel 1996)